# Großer Röhrennasenflughund

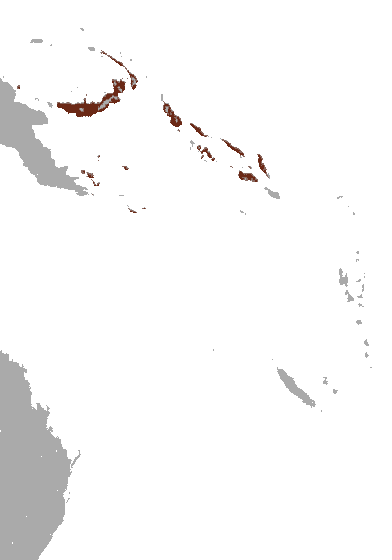
Verbreitungsgebiet des Großen Röhrennasenflughundes

Der Große Röhrennasenflughund (Nyctimene major) ist ein auf Inseln im westlichen Pazifik verbreitetes Fledertier in der Unterfamilie der Röhrennasenflughunde. Er ist eng mit dem Pallas-Röhrennasenflughund (Nyctimene cephalotes) verwandt. Das Typusexemplar stammt von der Duke-of-York-Insel im Bismarck-Archipel. Der Artzusatz major im wissenschaftlichen Namen ist das lateinische Wort für groß.

## Merkmale
Als großer Vertreter seiner Gattung erreicht dieser Flughund eine Kopf-Rumpf-Länge von 75 bis 138 mm, eine Schwanzlänge von 16 bis 32,5 mm und ein Gewicht von 48 bis 100 g. Es sind 65 bis 87 mm lange Unterarme, Hinterfüße von 15 bis 24,5 mm Länge und 11 bis 18 mm lange Ohren vorhanden. Je nach Population ist das Fell hell- bis mittelbraun. Auf dem Rücken kommt ein deutlicher schmaler Aalstrich vor. Dieser ist gelegentlich nur am Hinterteil vorhanden. Wie aus dem Namen erkenntlich, sind rohrförmige Nasenöffnungen typisch. Fotos in verschiedenen Abhandlungen zeigen helle Flecken auf den Fingern, die die Flügel aufspannen.

## Verbreitung und Lebensweise
Der Große Röhrennasenflughund ist auf dem Bismarck-Archipel, auf den Salomonen und auf weiteren Inseln der Bismarcksee und Salomonensee östlich von Neuguinea verbreitet. Er lebt im Flach- und Hügelland bis 900 Meter Höhe. Die Art bewohnt feuchte tropische Wälder und besucht Plantagen sowie Gärten. Ein typischer Baum ist Calophyllum inophyllum.
Die Tiere ruhen einzeln oder in kleinen Gruppen im dichten Blattwerk. Sie sind ausdauernd und können kleine abgelegene Inseln besuchen. Die Nahrung besteht aus Früchten wie Feigen, aus Juice und aus Samen von Gymnostoma papuanum (Kasuarinengewächse). Unterschiedliche Studien fanden Weibchen mit aktiven Milchdrüsen im Dezember, Januar und April. Oft wird das Revier mit dem Umboi-Röhrennasenflughund (Nyctimene vizcaccia) oder anderen Gattungsvertretern geteilt.

## Gefährdung
Für den Bestand liegen keine Bedrohungen vor. In geeigneten Habitaten tritt die Art häufig auf. Die IUCN listet den Großen Röhrennasenflughund als nicht gefährdet (least concern).